# Ermengol Alsina
Hermenegildo (Ermengol) Alsina i Munné (Barcelona, 1889 - Barcelona, 1980) fue un encuadernador español.
Estudió en la Escuela de la Lonja. En 1909 ganó una beca del Círculo Ecuestre de Barcelona, que le permitió viajar por Francia, Alemania e Inglaterra. Las encuadernaciones que realizó en los dos años que estuvo en el extranjero fueron exhibidas y galardonadas en la VI Exposición Internacional de Arte celebrada en Barcelona en 1911. Estas obras se conservan actualmente en la biblioteca del Museo Nacional de Arte de Cataluña. En 1914 fue nombrado maestro de encuadernación artística en la Escuela de la Lonja, donde llegó a formar a Emilio Brugalla, uno de los encuadernadores españoles más destacados del siglo XX.